# Pine Ridge (rezerwat)

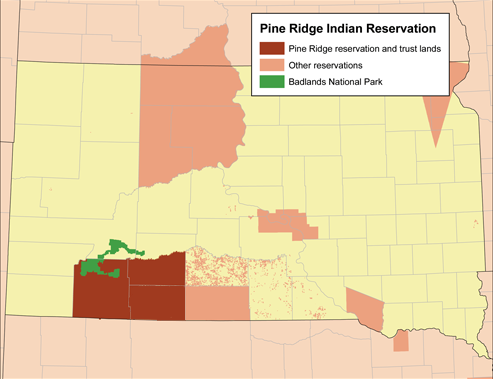
Rezerwat Pine Ridge i inne rezerwaty Siuksów na tle mapy Dakoty Południowej

Rezerwat Pine Ridge (lak. Oglala Oyanke) – rezerwat Indian w południowo-zachodniej części stanu Dakota Południowa w Stanach Zjednoczonych, zamieszkany głównie przez Indian (tubylczych Amerykanów) z plemienia Lakotów Oglala.
Rezerwat ma powierzchnię 8984,306 km².
Według spisu ludności z 2000 roku, rezerwat oficjalnie zamieszkiwało 15 521 osób, jednak szacuje się, że może ich być około 26 000.